# Roxton Pond
Roxton Pond è un comune del Canada, situato nella provincia del Québec, nella regione di Montérégie.